# Фрідріх Паррот
Йоганн Якоб Фрідріх Вільгельм Паррот (нім. Johann Jacob Friedrich Wilhelm Parrot; 14 жовтня 1791 — 15 січня 1841) — балтійський німецький натураліст, дослідник і альпініст, який жив і працював у Дерпті (сьогодні Тарту, Естонія) у тодішній Ліфляндській губернії Російської імперії. Піонер російського та естонського наукового альпінізму, Паррот відомий тим, що очолив першу в історії експедицію на вершину гори Арарат.

## Рання кар'єра
Народився в Карлсруе у Баденському маркграфстві. Він був сином Георга Фрідріха Паррота, першого ректора Дерптського університету (сьогодні Тартуський університет). Він вивчав медицину та природничі науки в Дерпті, а в 1811 році разом з Моріцем фон Енгельгардтом здійснив експедицію до Криму та Кавказу. Там він за допомогою барометра виміряв різницю в рівні Каспійського і Чорного морів. Після повернення був призначений помічником лікаря, а в 1815 році — хірургом російської імператорської армії. У 1816 і 1817 роках відвідав Альпи і Піренеї. 1821 року він став професором фізіології та патології, потім у 1826 році професором фізики Дерптського університету.

## Підкорення Арарату
Після російсько-перської війни 1826—1828 років гора Арарат перейшла під контроль Росії за умовами Туркманчайського договору. Паррот зрозумів, що тепер створені умови для того, щоб підкорити вершину гори. З командою студентів Паррот покинув Дерпт у квітні 1829 року і вирушив на південь до російського Закавказзя та Вірменії, щоб піднятися на Арарат. Проєкт отримав повне схвалення царя Миколи I, який надав експедиції військовий супровід.
По дорозі до окупованої Вірменії Паррот і його команда розділилися на дві частини. Більша частина команди вирушила до Моздока, тоді як Паррот, Максиміліан Бехагель фон Адлерскрон і військовий ескорт Шютц вирушили до річки Манич і Калмицького степу, щоб провести подальші дослідження рівнів між Чорним і Каспійським морями. Обидві команди возз'єдналися в Моздоку і рушили на південь, спочатку до Грузії, потім до Вірменської області. Спалах чуми на околицях Єревана затримав експедицію, і команда відвідала східну грузинську провінцію Кахетія, поки епідемія не вщухла. Потім вони поїхали з Тифліса до Ечмайдзина, де Паррот познайомився з Хачатуром Абовяном, майбутнім вірменським письменником і національним громадським діячем. Для експедиції Парроту потрібен був місцевий гід і перекладач. Вірменський Католікос Єпрем І доручив Абовяну виконувати ці завдання.
У супроводі Абовяна Паррот і його команда перетнули річку Аракс в Сурмалинський повіт і попрямували до вірменського села Ахурі (сучасний Єнідоган), розташованого на північному схилі Арарату на висоті 1200 м над рівнем моря. Дотримуючись поради Арутюна Аламдаряна з Тифлісу, вони стали базовим табором у монастирі Св. Акопа на висоті 1943 м. Паррот і Абовян були одними з останніх мандрівників, які відвідали Ахурі та монастир перед тим, як катастрофічний землетрус повністю зруйнував обох у травні 1840 року Їх перша спроба піднятися на гору північно-східним схилом зазнала невдачі через відсутність теплого одягу.
Через шість днів за порадою Степана Ходжіанца, старости села Ахурі, спробували піднятися з північно-західного боку. Після досягнення висоти 4885 м вони повернули назад, тому що не досягли вершини до заходу сонця. У супроводі Абовяна, двох російських солдатів і двох вірменських селян Паррот піднявся на вершину з третьої спроби о 3:15 вечора 9 жовтня 1829 року. Абовян викопав ополонку в льоду і поставив дерев'яний хрест. Він підійняв шматок льоду з вершини і поніс його з собою в пляшці, вважаючи воду святою. 8 листопада Паррот і Абовян піднялися на Малий Арарат. Паррот після експедиції організував надання Абовяну російської державної стипендії для навчання в Дерптському університеті в 1830 році.

## Подальше життя
У 1837 році Парро вирушив до Торніо в північній частині Великого князівства Фінляндського, щоб спостерігати коливання маятника і земний магнетизм. Він винайшов газометр і баротермометр. У Лівонії він популяризував каталонський сонячний годинник, невеликий циліндричний інструмент кишенькового розміру приблизно 8 см в довжину і 1,5 см в діаметрі. 
Паррот помер у Дерпті в січні 1841 року й похований на цвинтарі Рааді. У нього залишилася донька Анна Магарета Паррот, яка вийшла заміж за Конрада Якоба Штрауха. Їхні нащадки зараз проживають в Австралії.

## Почесті та спадщина
- Листяне дерево Parrotia названо на честь Паррота.[23]
- Пік Парротшпітце в Пеннінських Альпах названий на честь Паррота.[24]
- На його честь названо пік Паррота поблизу піка імені Тартуського університету (Тарту Ülikool 350) у горах Паміру в Таджикистані.[25]
- У 1935 році Міжнародний астрономічний союз назвав кратер на видимому боці Місяця на честь Паррота.[26]
- Документальний фільм 2011 року «Подорож на Арарат» про експедицію Паррота й Абовяна на гору Арарат зняв в Естонії режисер Ріхо Вестрік.[27][28] Його показали на Міжнародному кінофестивалі «Золотий абрикос» в Єревані в 2013 році[29]